# Stomorhina siamensis
Stomorhina siamensis är en tvåvingeart som beskrevs av Hiromu Kurahashi och Tumrasvin 1992. Stomorhina siamensis ingår i släktet Stomorhina och familjen Rhiniidae.
Artens utbredningsområde är Thailand. Inga underarter finns listade i Catalogue of Life.